# Білий метелик
Білий метелик (Hyphantria) — рід тигрових молей родини Erebidae. Рід був заснований Тадеусом Вільямом Гаррісом у 1841 році. Молі в основному зустрічаються в Північній і Центральній Америці. Один вид, Hyphantria cunea, був завезений в Євразію.

## Види
- Hyphantria cunea (Drury, 1773)
- Hyphantria orizaba (Druce, 1897)
- Hyphantria panoezys (Dyar, 1916)
- Hyphantria penthetria Dyar, 1912
- Hyphantria pictipupa Fitch, 1857